# Tiefland (film)
Pour l’article homonyme, voir Tiefland.
Pour plus de détails, voir Fiche technique et Distribution.

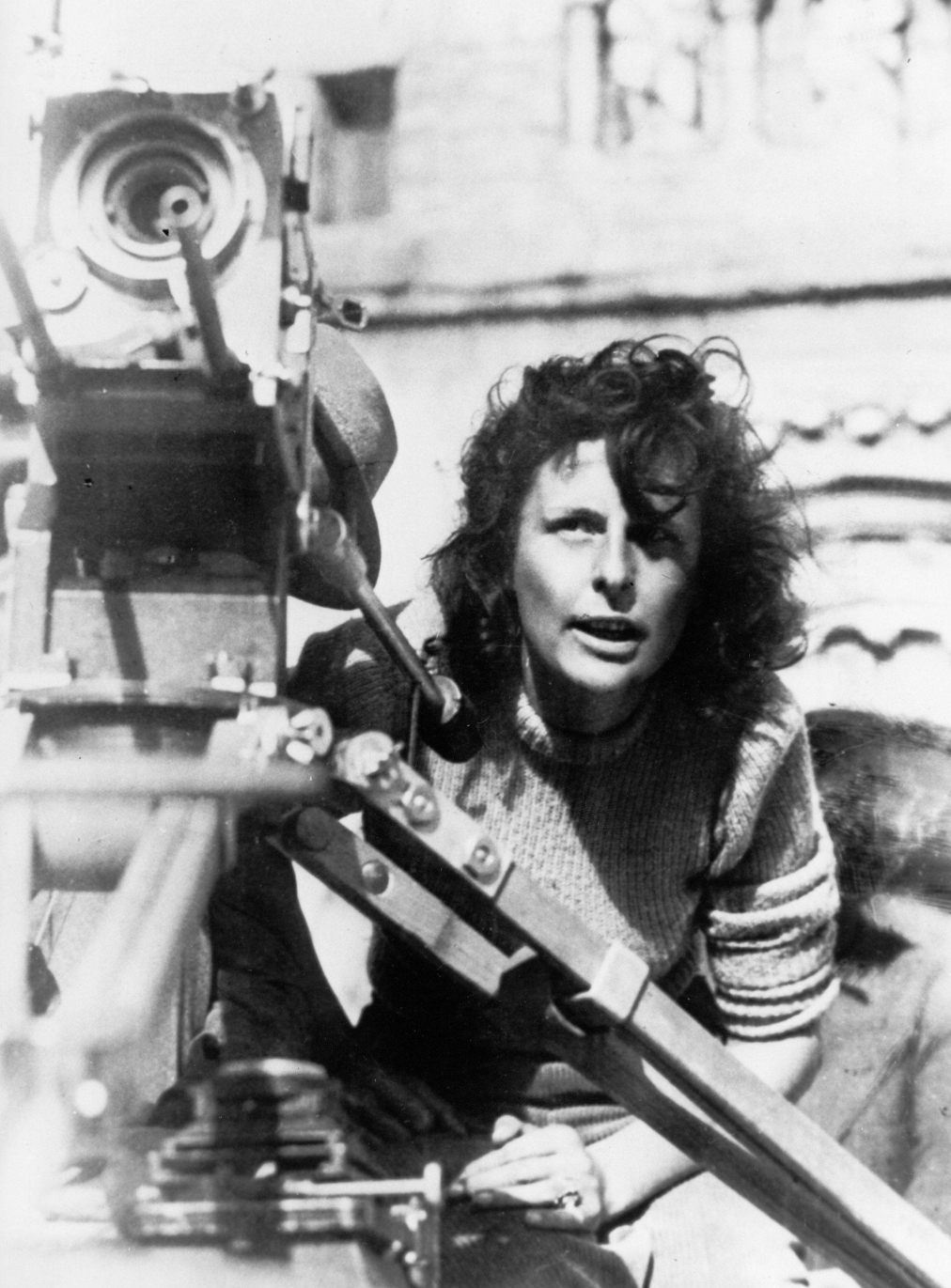
Leni Riefenstahl lors du tournage du film en 1940.

Tiefland est un film austro-allemand réalisé par Leni Riefenstahl et sorti en Allemagne de l'Ouest le 11 février 1954. Le scénario du film est basé sur l'opéra homonyme d'Eugen d'Albert (1903), la musique originale étant de Giuseppe Becce.

## Synopsis
Dans la montagne, le berger Pedro (Franz Eichberger) dort paisiblement dans sa cabane tandis que ses moutons paissent dans la montagne, lorsqu'un loup surgit et attaque les moutons qui s'enfuient. Alerté par le bruit des clochettes, le berger se précipite hors de son abri et engage à mains nues une lutte féroce contre le loup, qu'il parvient à tuer.
Au pied de la montagne, dans les champs, on construit un fossé pour détourner l'eau du ruisseau afin que le marquis Don Sebastian puisse abreuver ses taureaux de combat. Les fermiers protestent, mais ne sont pas entendus.
Une roulotte gitane progresse sur la route, avec à l'intérieur, Marta (Leni Riefenstahl), tandis que Pedro mène aussi ses moutons vers la vallée.

## Fiche technique
- Titre : Tiefland
- Réalisatrice : Leni Riefenstahl
- Scénario : Rudolph Lothar et Leni Riefenstahl d'après la pièce de théâtre de Àngel Guimerà
- Musique originale : Giuseppe Becce
- Musique non-originale : Eugen d'Albert
- Photographie : Albert Benitz et Leni Riefenstahl
- Montage : Leni Riefenstahl
- Production : Josef Plesner
- Société de production : Josef Plesner-Filmproduktion et Riefenstahl-Film der Tobis
- Direction artistique : Erich Grave et Isabella Ploberger
- Son : Herbert Janeczka et Rudolf Kaiser
- Caméra : Albert Benitz et Trude Lechle
- Pays de production :  Autriche et  Allemagne de l'Ouest
- Genre : Drame, romance et film musical
- Durée : 99 minutes
- Date de sortie : 
  - Allemagne de l'Ouest : 11 février 1954

## Distribution
- Bernhard Minetti : Don Sebastian, marquis de Roccabruna
- Leni Riefenstahl : Marta
- Aribert Wäscher : Camillo
- Karl Skraup : le bourgmestre
- Maria Koppenhöfer : Dona Amelia
- Franz Eichberger : le berger Pedro
- Luis Rainer : Nando
- Frida Richard : Josefa
- Max Holzboer : le meunier Natario

## Distinctions
Il fut présenté hors compétition au festival de Cannes en 1954.

## Autour du film
Le film est sorti en août 1955 en Finlande, sous le titre d' Alamaa, puis en Italie sous le titre de Bassopiano, et aux États-Unis en 1981 sous le titre de Lowlands.
Il s'agit du dernier film de fiction réalisé par Leni Riefenstahl qui a commencé à travailler sur l'adaptation dès 1934. Elle l'a tourné en pleine guerre, entre 1940 et 1944, mais le film n'est sorti en salles que dix ans plus tard ; c'est donc un Überläufer. 
Leni Riefenstahl avait disposé, pendant la Seconde Guerre mondiale, de Roms prisonniers des nazis pour figurer dans son film. Ils ont ensuite été rendus aux Nazis, qui les ont envoyés en camps de concentration. La réalisatrice gagna un procès en diffamation dans les années 1980, au sujet de l'affirmation selon laquelle elle savait qu'ils seraient exterminés après le tournage de son film. Le procès établit cependant qu'elle avait visité des camps pour recruter ses figurants.

## Autres adaptations
L'opéra d'Eugen d'Albert fut aussi adapté au cinéma muet, d'abord aux États-Unis en 1914, Martha of the Lowlands (sur la base de la traduction du texte d'Angel Guimera), et en Allemagne en 1922 par Albert Licho, avec Lil Dagover dans le rôle de Marta.
L'écrivain autrichien Werner Kofler (1947-2011) a écrit une paraphrase féroce du film : Tiefland, Obsession (in: Werner Kofler, Zu spät, Vienne, Sonderzahl, 2010) ; en français : Werner Kofler, Tiefland, Obsession, traduction et présentation Bernard Banoun, in: Une ou des littérature-s romani, coordonné par Cécile Kovácsházy, Études tsiganes 43, p. 166-175.